# マレイミド
マレイミド（maleimide）とは、マレイン酸がイミド化した5員環の有機化合物で、白色の固体である。マレイミドは、NHの部位をアルキルやアリールに置換することが可能で、様々な誘導体が合成されている。

## 性質と反応性
水や多くの有機溶媒に可溶。強塩基性の水溶液中では加水分解によって開環し、アミド結合とカルボキシ基を生じる。
マレイミドの二重結合は、隣接する2つのカルボニル基の電子求引性の影響で、無水マレイン酸などと同様にLUMO のエネルギー準位が低く、ディールス・アルダー反応におけるジエノフィルとしての反応性が高い。また、チオールの求核攻撃（マイケル付加）を受けやすい。これらの性質から、有機化学や生化学の分野において、リンカーとして広く用いられている。